# Товстоголова змія
Товстоголова змія (Dipsas) — рід неотруйних змій родини Полозові (Colubridae), 
з його підродини Dipsadinae, назва якої і пов'язана з цим родом.
Розрізняють 34 види.

## Опис
Загальна довжина представників цього роду коливається від 60 см до 1 м. Голова дуже коротка товста, у деяких пласка. Очі маленькі. Тулуб щільний та стрункий. Хвіст довгий. Права та ліва половини нижньої щелепи цих змій нерухливі, щелепи жорстко з'єднані одна з одною, нездатні розсуватися у боки. Відсутня борозенка на підборідді, його вкриває велика луска, яка щільно налягає одна на одну краями. Задній зуб з кожного боку верхньої щелепи сильно подовжений й трохи загнутий назад.
Забарвлення чорне, коричневе, буре, темно-оливкове.

## Спосіб життя
Полюбляють ліси, трав'янисті місцини, чагарникові хащі. Гарно лазають по деревах. Активні вдень. Харчуванні земноводними, дрібними безхребетними, слимаками, равликами.
Це яйцекладні змії.

## Розповсюдження
Мешкають від Мексики через Центральну Америку до Південної Америки включно.

## Види
| - Dipsas albifrons - Dipsas alternans - Dipsas andiana - Dipsas aparatiritos - Dipsas articulata - Dipsas baliomelas - Dipsas bicolor - Dipsas brevifacies - Dipsas bucephala - Dipsas catesbyi - Dipsas chaparensis - Dipsas copei - Dipsas elegans - Dipsas ellipsifera - Dipsas gaigeae - Dipsas gracilis - Dipsas incerta | - Dipsas indica - Dipsas infrenalis - Dipsas maxillaris - Dipsas nicholsi - Dipsas oreas - Dipsas pakaraima - Dipsas pavonina - Dipsas peruana - Dipsas pratti - Dipsas sanctijoannis - Dipsas sazimai - Dipsas schunkii - Dipsas temporalis - Dipsas tenuissima - Dipsas variegata - Dipsas vermiculata - Dipsas viguieri |